# Унги (Њамц)
Унги (рум. Unghi) насеље је у Румунији у округу Њамц у општини Драгомирешти. Oпштина се налази на надморској висини од 361 m.

## Становништво
Према подацима из 2002. године у насељу је живело 154 становника, од којих су сви румунске националности.